# 索命影帶85
《索命影帶85》（英語：V/H/S/85）是一部2023年美國尋獲佚失恐怖多段式電影，《索命影帶》系列電影的第六部作品。本片導演包括大衛·布克納、史考特·德瑞森、琪琪·索爾·葛雷諾、娜塔莎·克爾馬尼以及麥克·P·尼爾森（Mike P. Nelson）。
《索命影帶85》2023年10月6日由Shudder發行。

## 章節
本電影由多段式恐怖電影的選集呈現，發生在一個架構故事內，共同從一部故事接著觀看以下篇章故事，使每個篇章故事都以拾得錄像的概念連結在一起。

### 〈全面複製〉（Total Copy）
由大衛·布克納執導。
旁白播放一部關於史塔默大學科學家團隊研究一種他們命名為「羅里」（Rory）的變形生物的研究紀錄片，希望藉此希望羅里能夠像人類一樣的情感、認知。

### 〈不喚醒〉（No Wake）
由麥克·P·尼爾森（Mike P. Nelson）執導。
敘述一群青少年們到一座湖泊遊玩，但卻因一場殺戮導致死亡，他們發現這座湖泊擁有起死回生的能力，他們決定向兇手展開復仇...

### 〈死亡之神〉（God of Death）
由琪琪·索爾·葛雷諾執導。
講述1985年墨西哥城大地震，救難隊前往救援的途中意外在廢墟下進入了一個奇怪的異世界，遭遇阿茲特克死亡之神獻祭的離奇事件。

### 〈〉
由娜塔莎·克爾馬尼執導。
在一個發表會上艾達·洛芙萊絲 (Ada Lovelace) 為觀眾介紹一款神奇的虛擬實境裝置，使用後可以進入虛擬世界，並企圖尋找虛擬世界的「技術之神」。

### 〈仙饈〉（Ambrosia）
由麥克·P·尼爾森執導。
劇情承接章節〈不喚醒〉（No Wake），少女露絲的家庭成員成年時都需要完成成年禮，使她因這項家庭百年傳統而需要謀殺七個人的生命，卻引發一連串的事件。

### 〈夢殺〉（Dreamkill）
由史考特·德瑞森執導。
警察與偵探到達兇殺案現場發現，兇殺案現場的行凶過程、物證和前幾週收到匿名人士寄送的神祕錄影帶完全一致吻合，他們決定前往抓捕這位寄送錄影帶自稱擁有「預知夢」能力的神秘人物。

## 製作
2022年10月，血腥噁心網站公布了《索命影帶85》的製作計畫，並與《索命影帶99》（2022年）一起保密拍攝。大衛·布克納、史考特·德瑞森、琪琪·索爾·葛雷諾、娜塔莎·克爾馬尼以及麥克·P·尼爾森（Mike P. Nelson）加入擔任導演，各自負責執導一章節，布克納、喬許·戈德布魯姆（Josh Goldbloom）、布拉德·米斯卡、查德·威利亞、麥特·貝提內里-歐平、泰勒·吉列特與詹姆斯·哈里斯（James Harris）擔任本片的監製。

### 拍攝
電影以保密方式拍攝，其中一章節約在2022年4月拍攝。2022年10月，史考特·德瑞森證實自己的章節已拍攝完畢。

## 發行
《索命影帶85》繼2023年9月22日在奇幻电影节世界首映後，2023年10月6日由Shudder獨家發行。

## 外部連結
- 互联网电影数据库（IMDb）上《索命影帶85》的资料（英文）